# 麗昌工廠大廈

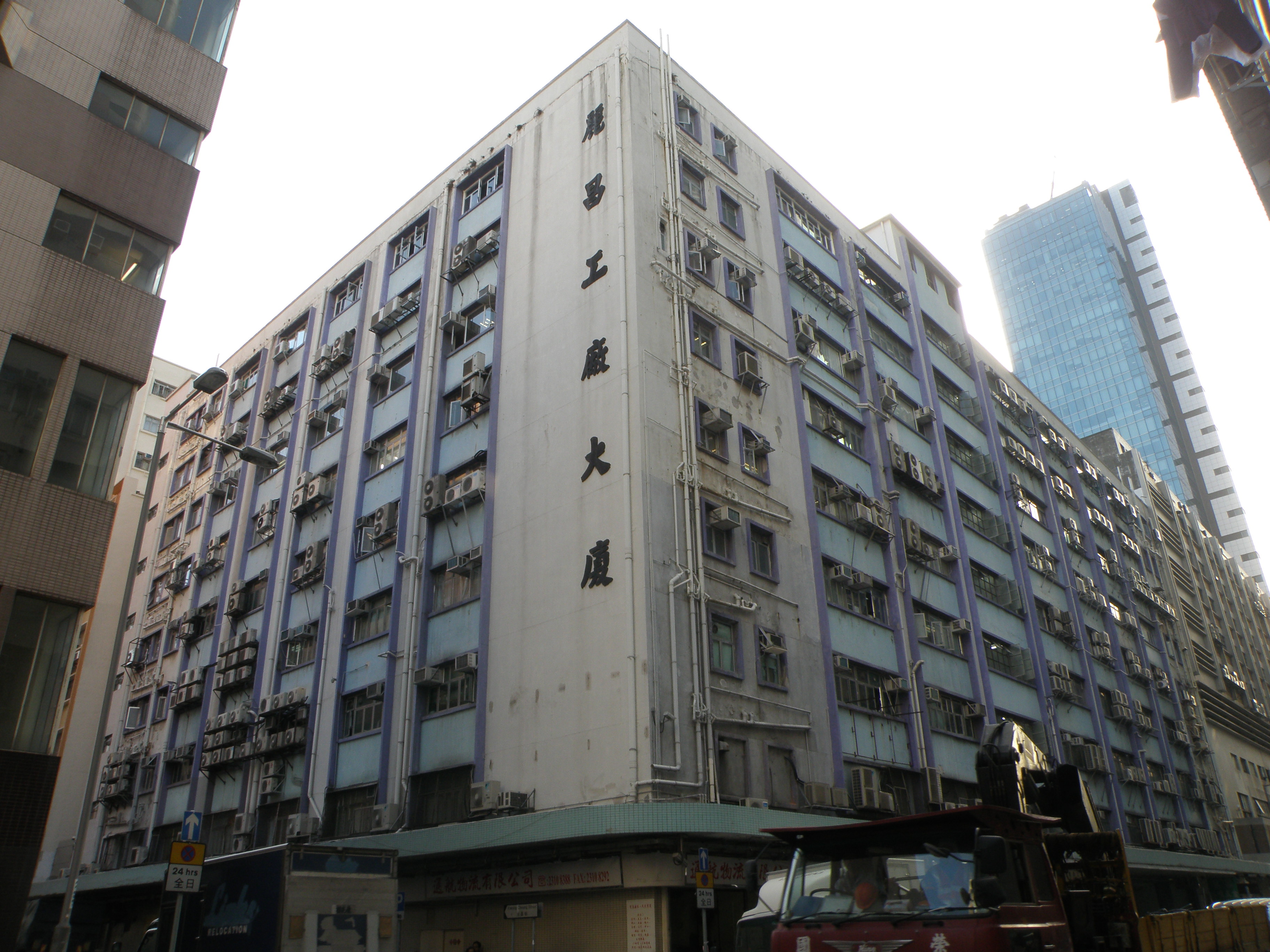
麗昌工廠大廈

麗昌工廠大廈（Lai Cheung Factory Building）是香港的一座工廠大廈，位於九龍長沙灣青山道479號。該廈樓高9層，於1961年建成，無自動灑水系統，消防設施只合乎1973年以前的香港法例，一層總面積約2萬多平方呎。

## 鄰近
- 長沙灣道
- 光昌街
- 鴻昌工廠大廈
- 半島大廈
- 香港紗廠
- 深水埗運動場
- 麗新商業中心

## 事件
2010年3月8日，麗昌工廠大廈四級火，5樓一家針織廠發生火災，期間消防員楊俊傑和同袍吳偉林在火場遇險，與外界失去通訊，烈焰令楊俊傑身上裝備燒熔，送院後證實不治。
肇事是504單位佔地8千呎，是永傲針織廠廠房。工廠倉庫堆放布疋、棉材料和顏料等易燃物品，燃点低，易生火災。

## 外部參考
1. ↑  針織廠4級火消防1死3傷 （页面存档备份，存于）明報，2010年3月8日
2. ↑  .   [2010-03-09]. （原始内容存档于2010-03-12）.